# El vientre del mar
El vientre del mar es una película española dramática de 2021, dirigida por Agustí Villaronga y basada en unos capítulos de la novela Océano mar de Alessandro Baricco. La protagonizan Roger Casamajor y Òscar Kapoya.
La película tuvo su preestreno en el Festival Internacional de Cine de Moscú en abril de 2021, donde recibió el Premio de la Crítica a mejor película. Su estreno oficial en España fue el 10 de junio de 2021 en el Festival de Málaga, donde fue galardonada con la Biznaga de Oro y con otros 6 premios.

## Sinopsis
El trasfondo de la película se inspira en hechos reales, el naufragio de la Méduse que inspiró el cuadro La balsa de la Medusa de Théodore Géricault.
Junio de 1816. La fragata francesa Alliance embarranca ante las costas de Senegal. Sin botes suficientes para todos, se construye una balsa para remolcar hasta la orilla a 147 hombres. Pero el pánico y la confusión se apoderan del convoy y cortan la soga de remolque, abandonando la balsa a su suerte. El hambre, la locura y una lucha encarnizada se desata en aquella balsa a la deriva. Savigny, un oficial médico implacable y Thomas, un rebelde marinero raso, se enfrentan mostrando diferente actitud para sobrevivir. Un horror que duró días y días. Un escenario donde se mostraron la mayor de las crueldades y la más dulce de las piedades.

## Reparto
- Roger Casamajor como Savigny
- Òscar Kapoya como Thomas
- Muminu Diayo como Thèrese
- Marc Bonnín como Markus
- Armando Buika

## Premios y nominaciones
| Premio                                         | Categoría                                            | Receptor(es)                           | Resultado |
| ---------------------------------------------- | ---------------------------------------------------- | -------------------------------------- | --------- |
| Festival Internacional de Cine de Moscú (2021) | Golden St. George a la mejor película                | El vientre del mar                     | Nominada  |
| Festival Internacional de Cine de Moscú (2021) | Russian Film Critic’s Award                          | El vientre del mar                     | Ganadora  |
| Festival de Málaga Cine en Español (2021)      | Biznaga de Oro a la mejor película española          | El vientre del mar                     | Ganadora  |
| Festival de Málaga Cine en Español (2021)      | Biznaga de Plata a la mejor dirección                | Agustí Villaronga                      | Ganador   |
| Festival de Málaga Cine en Español (2021)      | Biznaga de Plata a la mejor interpretación masculina | Roger Casamajor                        | Ganador   |
| Festival de Málaga Cine en Español (2021)      | Biznaga de Plata al mejor guion                      | Agustí Villaronga y Alessandro Baricco | Ganadores |
| Festival de Málaga Cine en Español (2021)      | Biznaga de Plata a la mejor música                   | Marcús J.G.R.                          | Ganador   |
| Festival de Málaga Cine en Español (2021)      | Biznaga de Plata a la mejor fotografía               | Josep María Civit y Blai Tòmas         | Ganadores |